# HNK Dubrave Stolac
HNK Stolac je hrvatski nogometni klub iz Stoca, BiH.

## Povijest
Klub je osnovan 2000. godine. Sjedište je bilo u MZ Crnićima. U registar udruga upisan je 5. siječnja 2000. godine. Iz registra udruga obrisan je 7. kolovoza 2017. godine.